# مادلين بروير
مادلين بروير (بالإنجليزية: Madeline Brewer)‏ هي ممثلة أمريكية، ولدت في 1 مايو 1992 في بيتمان في الولايات المتحدة.

## أعمال

### مسلسلات
- المرآة السوداء
- حكاية أمة

## وصلات خارجية
- مادلين بروير على موقع IMDb (الإنجليزية)
- مادلين بروير على موقع ميتاكريتيك (الإنجليزية)
- مادلين بروير على موقع روتن توميتوز (الإنجليزية)
- مادلين بروير على موقع قاعدة بيانات الأفلام العربية
- مادلين بروير على موقع ألو سيني (الفرنسية)
- مادلين بروير على موقع قاعدة بيانات الفيلم (الإنجليزية)
- مادلين بروير على موقع ليتربوكسد (الإنجليزية)
- مادلين بروير على موقع كينوبويسك (الروسية)